# Bahuvrihi
Bahuvrihi (बहुव्रीहि bahuvrīhi ‚viel Reis besitzend‘), auch zu Bahuwrihi eingedeutscht, ist ein Begriff aus der Sanskrit-Grammatik, der einen bestimmten Typ von Kompositum bezeichnet, nämlich ein Possessivkompositum. Das (oder der) Bahuvrihi ist ein exozentrisches Kompositum: Seine Bedeutung entspricht nicht der Summe der Bedeutungen der Einzelglieder, sondern einem speziellen charakteristischen Merkmal, das der Referent trägt.
Bahuvrihi-Bildungen lassen sich mit einer „haben“-Konstruktion umschreiben: Ein Rotkehlchen ist ein Vogel, der eine rote Kehle hat und danach bezeichnet wird. Das namengebende Beispiel bahuvrihi setzt sich zusammen aus bahu ‚viel‘ und vrihi ‚Reis‘, bedeutet zusammengesetzt aber nicht nur „viel Reis“, sondern bezeichnet jemanden, der viel Reis hat, also einen reichen Menschen.
Weitere Beispiele aus der deutschen Sprache sind Dickkopf, Rotkäppchen und Schlitzohr.
Ein Beispiel auf Sanskrit ist alpavidyā - geringe Kenntnisse habend (Kompositum aus alpa – 'gering' + vidyā – 'Wissen').